# Henrik Petersen
Henrik Petersen, född 1973, är en svensk författare, översättare, kritiker och tidigare förläggare och förlagsredaktör.

## Författarskap

### RomanenOlof Palmes gata
Som författare debuterade Petersen 2022 med romanen Olof Palmes gata (utgiven på Natur & Kultur), som behandlar Sveriges historia med utgångspunkt i statsministermordet.
Svenska Dagbladets recensent Houssin Vennberg Sninate fann romanen ”otroligt bra” och summerade den så här: ”Historiens mörker, som till slut inte gör annat än att väsnas och eka, blir knådat och forcerat tills att det ryms i korsningen Tunnelgatan-Sveavägen. Crescendot är midsommarnattens odyssé i mördarens fotspår, med greken Archilochos och ett gäng andra Palme-skallar som följe.”
Göteborgs-Postens Saga Wallander berömde författarens sätt att binda romanen i olika delar och med olika stilar: ”Det formmässiga greppet gör det tydligt att Petersen är en säker stilist. Andra rader är ren poesi som: ’Min huvudvärk är inte av denna världen/ jag bara lånar den mitt huvud.’ Formen och språket är med sin spänning en stor behållning. Petersen förnyar det som nästan blivit en egen genre av granskande anspråk, som jag förknippar med Klas Östergrens Gentlemen och P. O. Enquists Legionärerna.”
Expressens Amanda Svensson tog i sin recension fasta på ”det på en gång ytterst specifika och samtidigt tidlösa landskap” som pandemin utgör i fiktionen, samtidigt som hon konstaterar att undersökningen av ”den svenska och europeiska 1900-talshistoriens mer apokryfiska berättelser får romanen att vidga sig i såväl tid som rum.”
Betydligt mindre entusiastisk till boken var Dagens Nyheters Åsa Beckman, vilken var först ut med att recensera romanen, som hon fann ”överlastad” och ”konspirationsteoretisk” , så även Aftonbladets Inga-Lina Lindqvist som menade att Petersens sätt att skriva om Majdan-händelserna i Kiev, Ukraina, 2014, är ”ansvarslöst".

## Översättningar
Som översättare har Petersen mest blivit omtalad för den flera gånger tryckta översättningen av den norske Nobelpristagaren Knut Hamsuns Svält (”Sult”). Mikael van Reis skrev i Göteborgs-Posten: ”Hamsuns genombrottsroman från 1890 är än idag lika drabbande som en blixt från blå himmel. Nu finns originalversionen i en glimrande svensk översättning av Henrik Petersen.”
Sigrid Combüchen skrev i Sydsvenskan om Petersens översättning, att: ”Det är en svenska som utan spår av norska ger stark språkidentitet: den talar renaste hamsunska.”
Jan Karlsson skrev i Östgöta-Corren: ”Om jag, uppvuxen med två andra uttolkningar, en från 1937 och en annan från 1959, måste säga att detta är den ultimata. Råare och renare. Hårdare och härligare. Mörkare och mönstergillare.”
Hanna Nordenhök skrev i Helsingborgs Dagblad: ”Jag tror faktiskt att Henrik Petersen lyckats åstadkomma en perfekt översättning.”
Petersen har även översatt från danska (bl.a. Jeppe Brixvold, Jonas Eika, Lars Skinnebach och Ursula Scavenius) och från engelska (bl.a. Cormac McCarthy).
Tillsammans med författaren Nova Gullberg Zetterstrand översatte han Antoine de Saint-Exupérys klassiska barnbok Den lille prinsen (”Le Petit Prince”).